# Тончева, Анна Александровна
Анна Александровна Тончева (Москва) — с 2001 по 2017 год солистка ансамбля старинной музыки «Мадригал» Московской государственной академической филармонии.
Начиная с 2010 года — действующая солистка анс."PFEYFFER" под рук. Владимира Парунцева
Коллекционер и профессиональный исполнитель на старинных струнных инструментах эпохи Средневековья, Ренессанса и раннего барокко. В её арсенале: лютня (Д. Келлер),виуэла (vihuela de mano) (А. Батова), смычковый псалтерий (В. Мессик), готическая и ренессансная арфа доппия, хроматический дульцимер он же пантелеон, персидский тар.
Является первой отечественной исполнительницей на виуэле (vihuela de mano), а также играет на арфе доппия (Райнер Турау) (Rainer M. Thurau). Ученица профессора К. А. Фраучи (гитара), профессора королевской академии музыки Дании (Копенгаген) и школы музыки и драмы (Лондон) Эндрю Лоуренса Кинга (Andrew Lawrence-King) ,барочная арфа доппия, готическая арфа.
В её репертуар входят произведения композиторов эпохи средневековья, ренессанса и барокко, таких как Франческо Канова да Милано, Луис де Нарваэс, Джованни Феличе Санчес, Энрикес де Вальдеррабано, Алонсо Мударра, Луис Милан, Диего Писадор, Мигель де Фуэнльяна, Адам де ля Аль, Гийом де Машо, Джон Доуленд, Томас Кемпион, Филипп Росеттер, Клаудио Монтеверди.
Обладая редким навыком расшифровки старинных табулатур, Анна активно вводит в инструментальный оборот произведения старинных авторов. Впервые представила российскому слушателю подростковую тематику эпохи ренессанса — манускрипт ученика Клаудио Монтеверди, хориста Доминико Обицци, написанный им в возрасте 15 лет.
Совместно с профессором московской консерватории, заслуженным артистом России Марком Пекарским, летом 2008 создала программу, используя коллекцию уменьшенных игрушечных копий ударных для сопровождения старинных струнных инструментов.
Ведет активную концертную деятельность. В 2007 с Александром Суетиным исполнила партию континуо в постановке оперы «Орфей» в Пермском театре оперы и балета им. П. И. Чайковского (режиссёр Георгий Исаакян). В 2009 спектакль стал лауреатом всероссийской театральной премии «Золотая маска» . В 2011 г приняла участие в «Вивальди- Марафоне» в составе анс.«Академия старинной музыки» худ. рук. народная артистка России Т. Гринденко (солирующая партия в триосонатах соль минор и до мажор для лютни).
Активно сотрудничает со С. Виноградовой в концертах для взрослых и детей программы: «Рифмы матушки гусыни», «Король Артур», волшебник Мерлин и рыцари круглого стола», «Опера родилась в Италии».
Долголетнее сотрудничество с В. Лазерсоном увенчалось созданием в 2012 году литературно-музыкальной программы «Робин Гуд, Тиль Уленшпигель и Дон Кихот».
Благодаря «Музыкальной азбуке» А. Варгафтика познакомила слушателя с редкими инструментами и понятиями.
С 2014 автор и ведущая этно — исторического экскурса МГАФ «Соединяя времена» и «Соединяя времена −2»
С 2013 солистка «Театриум на Серпуховке п|р Т. Г. Дуровой»
Анна Тончева ведет широкую просветительскую деятельность, которая началась с создания программы "Дыхание музыки Древнего Египта " с культурологом Анной Бену в 2007 году.
Музыкально образовательные направления:
«Познавательные концерты» в Театриуме на Серпуховке (Музыка Фараонов, Трубадуры и Скоморохи, Как поет ветер?), Семейный цикл «Слово, музыка, игра» в мемориальной квартире Рихтера, Семейный цикл "Слово, музыка, игра"в музее Глинки,
Анна Тончева участница многих фестивалей в России и за рубежом, ведет активную концертную и гастрольную деятельность, её творческая жизнь освещается СМИ.
Персональный сайт toncheva.ru